# 广东石油化工学院
广东石油化工学院，或简称广油，是位于中华人民共和国广东省茂名市的公办本科普通高等学校，学校由广东省人民政府举办，并由广东省人民政府与中国三大石油公司中石化、中石油、中海油共同建设。
学校肇始于1954年成立的华南工学院附设工农速成中学，1965年从广东省府广州市西迁至茂名市，2001年升格为本科大学茂名学院，并于2010年更名为广东石油化工学院，校名及建制延续至今。作为中國華南地區的第一所石油化工類專門大学，广东石油化工学院以发展石油化工类学科为主，也开设了管理学、经济学、教育学、文学、法学、历史学、艺术学等多領域的应用型专业；学校在广东省以及中国的石油化工行业具有一定的影响力。

## 校史沿革
学校的历史可以追溯到1954年，当年，华南工学院附设工农速成中学在广州市石牌成立；1955年10月，该中学改为石油工业部广州石油学校，并由该部门主管。1956年7月，学校更名石油工业部广州第一石油学校。设石油炼制、人造石油、人造油厂机械、炼厂机械等4个专业。1960年6月，学校升格为本科层次的华南石油学院，分为大学和中专两个部门，同年11月更为广州石油学院。1961年11月更名为中南石油学院:414。1963年7月，受到國家教育部《教育部直屬高等學校暫行工作條例》的影響，石油工业部裁撤中南石油学院，恢复中专层次的石油工业部广州石油学校，同时大学部学生全部转学，其中石油炼制和炼厂机械专业的学生转入西安石油学院，而石油地质和石油钻井专业的学生转入西南石油学院:411。
1964年，出于发展茂名石油产业的需要，广东省人民委员会与石油工业部决定广州石油学校从广州迁到到茂名官渡，并更名为石油工业部广东石油学校。1975年1月，该校改为广东石油化工学校，改属广东省石油化工局直接领导。1979年7月，再次更名为广东石油学校，并面向全国招生、提供毕业分配。1980年，获中华人民共和国教育部确定为国家级重点中等专业学校。1985年4月起，学校由石油部转归中国石化总公司，并实行总公司和广东省人民政府双重领导，以总公司为主的管理体制；同年11月在保留中专的基础上，创办广东石油化工专科学校，1986年起，该校开始面向全国招收大专生。1992年7月，学校改名为广东石油化工高等专科学校:528。1998年1月4日，该校中国石化总公司交接给广东省人民政府，由广东省人民政府举办。
2000年3月22日，中华人民共和国教育部同意广东石油化工高等专科学校、茂名教育学院:1386、茂名石油工业公司职工大学等合并组建茂名学院。2010年5月，经中华人民共和国教育部批准，茂名学院更名为广东石油化工学院，学校更名后维持原有管理体制不变。
2016年6月，广东省教育厅与茂名市人民政府支持共建广东石油化工学院。2021年1月，广东石油化工学院正式成为广东省人民政府直属的本科高校；同年，中华人民共和国教育部批准该校与同省肇庆学院、广东金融学院成为硕士学位授予单位。

## 校园环境

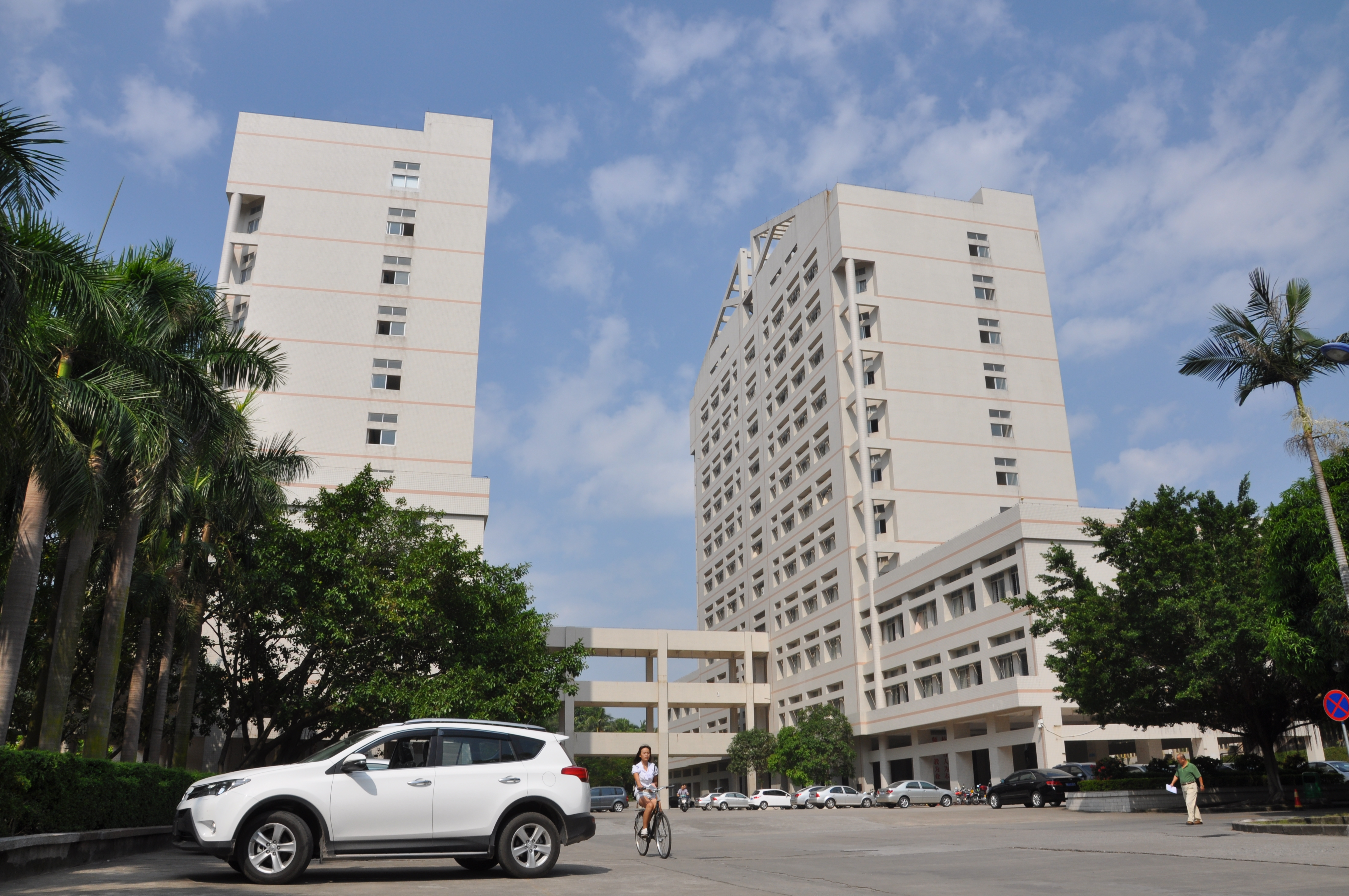
官渡校区校园

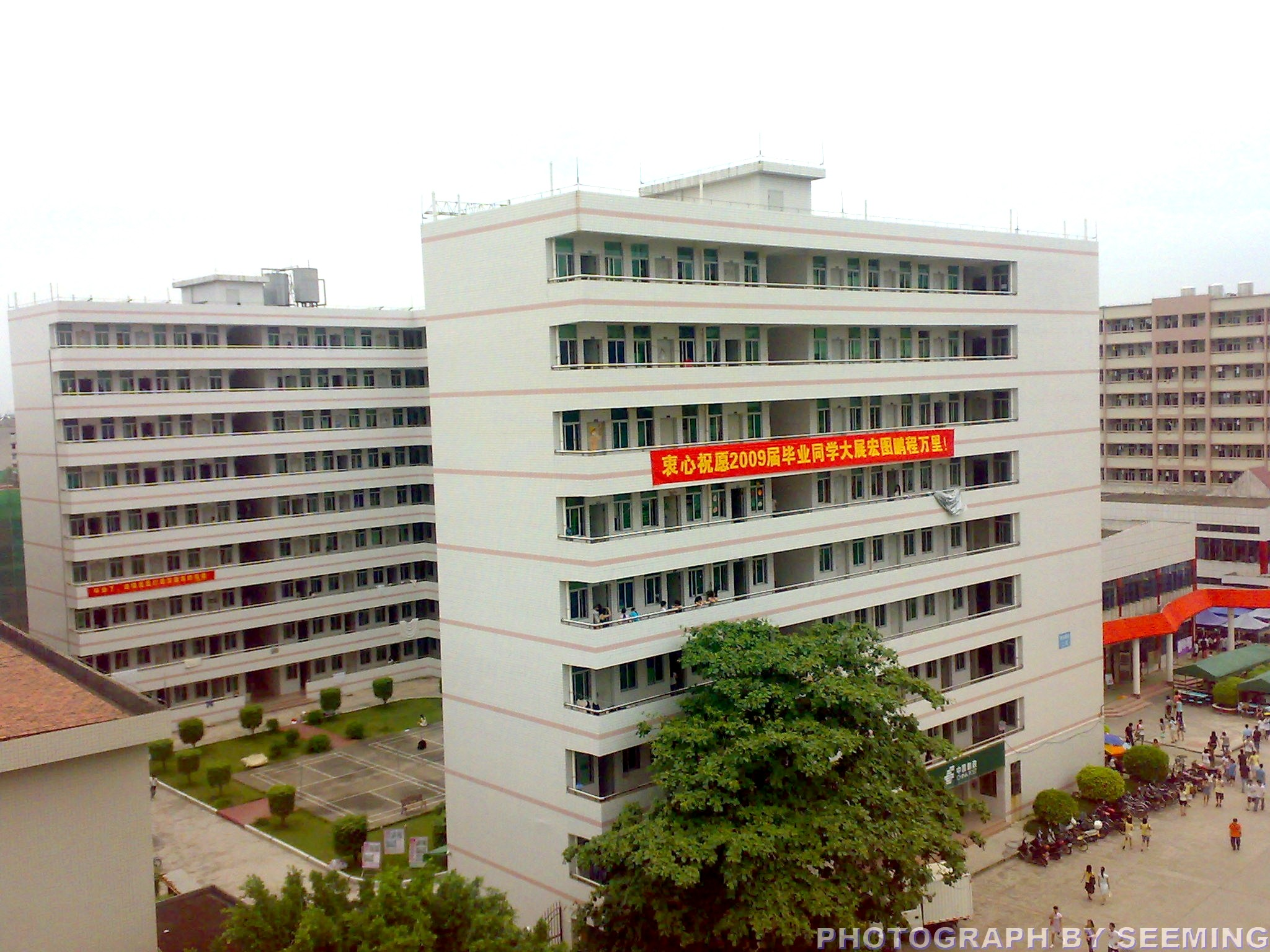
官渡校区宿舍楼

自1964年，广东石油化工学院的前身广州石油学校从广州市迁茂名以来，学校本部就一直位在茂名市主城区茂南区的官渡，以后随着发展的需要，该校还在茂名市光华北路7号建立了光华校区；但学校面积仍然比较狭小，导致长期发展一度受限。2016年，学校在茂名市西城片区森林公园西侧开工修筑西城校区，该校区已于2019年完工并投入教学使用。

## 校园文化
广东石油化工学院的校训是“崇德、博学、求实、创新”；办学理念则是“因油而生、为油奉献”，学校的精神引领是“艰苦奋斗、求实献身”，体现了学校服务中国石油化工行业的特点。学校有广东石油化工学院男子篮球队等学生社团，因为组织社团活动效果良好，广东石油化工学院还曾获得“全国高校百强学生社团最佳组织大学”称号。

## 教学研究

### 院系专业
广东石油化工学院是一所应用型的工学高等院校，有资格招收本科生、专科生、成人教育生及留学生，开办有60个本科专业及若干个专科专业，涵盖了工学、理学、管理学、经济学、教育学、文学、法学、历史学、艺术学九大学科门类，分布在该校21个院系内；其中理工科专业拥有优势地位，占全校所有专业的75%，并具有服务石油化工产业及新型产业的特点，而学校的化学工程与工艺、环境工程、机械设计制造及其自动化等6个专业更通过了工程教育认证。除本专科专业教育外，自2021年获批电子信息、材料与化工、资源与环境3个专业硕士学位授权点以来，广东石油化工学院也开始建立自己的研究生人才培养机制。

### 科研平台
除專業系所外，广东石油化工学院还开设了一些高等研究机构，其中有服务石油化工产业的广东省石化装备故障诊断重点实验室、广东省石油化工污染过程与控制重点实验室、广东省石油化工资源清洁利用工程技术研究中心、广东省石油化工腐蚀与安全工程技术研究中心等化工研究所。以及服务在地农林业的广东省南药化橘红种植与加工工程技术研究中心、广东省岭南特色果蔬加工及应用工程技术研究中心以及服务在地人文科学的广东省冼夫人文化研究基地等。